# Marcel Nooijen
Marcel Nooijen – holenderski brydżysta z tytułami World International Master w kategorii Open (WBF) a także European Master i European Champion w kategorii Juniorów (EBL).

## Wyniki brydżowe

### Olimpiady
Na olimpiadach uzyskał następujące rezultaty:
| Olimpiady brydżowe. Zawody teamów | Olimpiady brydżowe. Zawody teamów | Olimpiady brydżowe. Zawody teamów | Olimpiady brydżowe. Zawody teamów | Olimpiady brydżowe. Zawody teamów | Olimpiady brydżowe. Zawody teamów |
| Rok                               | Miejsce                           | Zawody                            | Kategoria                         | Drużyna                           | Pozycja                           |
| --------------------------------- | --------------------------------- | --------------------------------- | --------------------------------- | --------------------------------- | --------------------------------- |
| 1992                              | Salsomaggiore                     | 9. Olimpiada Teamów               | Open                              | Netherlands                       | 3                                 |
| 1988                              | Wenecja                           | 8. Olimpiada Teamów               | Open                              | Netherlands                       | 15                                |

### Zawody światowe
W światowych zawodach zdobył następujące lokaty:
| Mistrzostwa Świata. Konkurencja teamów | Mistrzostwa Świata. Konkurencja teamów | Mistrzostwa Świata. Konkurencja teamów   | Mistrzostwa Świata. Konkurencja teamów | Mistrzostwa Świata. Konkurencja teamów | Mistrzostwa Świata. Konkurencja teamów |
| Rok                                    | Miejsce                                | Zawody                                   | Kategoria                              | Drużyna                                | Pozycja                                |
| -------------------------------------- | -------------------------------------- | ---------------------------------------- | -------------------------------------- | -------------------------------------- | -------------------------------------- |
| 1987                                   | Amsterdam                              | 1. Młodzieżowe Mistrzostwa Świata Teamów | Juniorzy                               | Netherlands                            | 1                                      |

### Zawody europejskie
W europejskich zawodach zdobył następujące lokaty:
| Zawody europejskie. Konkurencja teamów | Zawody europejskie. Konkurencja teamów | Zawody europejskie. Konkurencja teamów    | Zawody europejskie. Konkurencja teamów | Zawody europejskie. Konkurencja teamów | Zawody europejskie. Konkurencja teamów |
| Rok                                    | Miejsce                                | Zawody                                    | Kategoria                              | Drużyna                                | Pozycja                                |
| -------------------------------------- | -------------------------------------- | ----------------------------------------- | -------------------------------------- | -------------------------------------- | -------------------------------------- |
| 1988                                   | Płowdiw                                | 11. Młodzieżowe Mistrzostwa Europy Teamów | Juniorzy                               | Netherlands                            | 10                                     |
| 1986                                   | Budapeszt                              | 10. Młodzieżowe Mistrzostwa Europy Teamów | Juniorzy                               | Netherlands                            | 1                                      |

## Klasyfikacja
- Marcel Nooijen – klasyfikacja WBF (ang.)
- Marcel Nooijen – klasyfikacja EBL (ang.)